# روحتاس
روحتاس رمزها «RO»، هو تقسيم إداري لدولة الهند تتبع ولاية بيهار (بالإنجليزية: Bihar)‏، مركزها هو مدينة ساسارم (بالإنجليزية: Sasaram)‏ عدد سكانها حسب تعداد سنة 2001 هو 2,962,593، مساحتها 3,850 كم² وكثافة السكان 763 لكل كم². المقر الإداري للمنطقة هو ساسارام.